# Дунайские волны (вальс)
Вальс «Дунайские волны» (рум. Valurile Dunării, серб. Дунавски валови / Dunavski valovi) был написан румынским композитором сербского происхождения Иосифом (Ионом) Ивановичем (рум. Iosif Ivanovici, 1845—1902) в 1880 году, это одна из наиболее известных и знаменитых румынских мелодий в мире.

## История
Иванович написал вальс в Галаце (на реке Дунай), где занимал должность капельмейстера духового оркестра 6-го румынского пехотного полка. Вальс был впервые опубликован в Бухаресте в 1880 году с посвящением жене музыкального издателя Константина Гебауэра (англ. Constantin Gebauer) Эмме.
Известный композитор, автор многих популярных вальсов Эмиль Вальдтейфель (англ. Emile Waldteufel) сделал оркестровую аранжировку мелодии в 1886 году, и в таком виде произведение было впервые исполнено в 1889 году на Всемирной выставке в Париже, где произвело настоящий фурор.
В США вальс был впервые издан в 1896 году, второе издание под названием Waves of the Danube в аранжировке для фортепиано состоялось в 1903 г. Также композиция была известна как Danube Waves Waltz». В 1946 году, когда Эл Джолсон и Сол Чаплин написали текст  The Anniversary Song  (Oh, how we danced on the night we were wed...) и Сол сделал аранжировку музыки Ивановича, песня стала очень популярной в США (иногда её ошибочно называют  The Anniversary Waltz, но это совсем другая композиция).
В аранжировке Генри Лефтковича и текстом на идише Хаима Таубера (1947) композиция получила название Дер хасене-валц («Свадебный вальс») и часто исполнялась и исполняется на еврейских свадьбах.
На родине этого вальса — в Румынии — тоже есть его песенная  версия  в исполнении популярной бухарестской певицы Карины Кирияк.
В России этот вальс всегда очень любили, и даже долгое время он считался старинным русским вальсом и под такой рубрикацией публиковавшийся в нотных изданиях и сборниках.
Советским слушателям этот вальс полюбился, как и песня в исполнении Леонида Утёсова на слова Евгения Долматовского:
```
 Видел, друзья, я Дунай голубой,
 Занесён был туда я солдатской судьбой.
 Я не слыхал этот вальс при луне,
 Там нас ветер качал на дунайской волне.
```

Также существуют и другие варианты текста на русском языке, например, С. Уколова:
```
 Тих и красив дорогой наш Дунай,
 Где он течёт, там страна чистый рай.
 Там у людей взор нежней, жарче кровь,
 Там все мои мечты и любовь!
```

Вариант советского поэта и переводчика С. Болотина:
```
 Дунай голубой, ты течёшь сквозь века,
 Плывут над тобой в вышине облака.
 А ночью встаёт над тобою луна
 И песню поёт голубая волна…
```